# Mount-Tapulao-Nasenratte

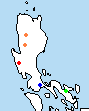
Verbreitungsgebiet der Nasenratten – Roter Punkt für Rhynchomys tapulao

Die Mount-Tapulao-Nasenratte (Rhynchomys tapulao) ist ein Nagetier in der Gattung der Nasenratten, das auf den Philippinen vorkommt.

## Merkmale
Die Art erreicht eine Gesamtlänge von 290 bis 308 mm, eine Schwanzlänge von 120 bis 128 mm sowie ein Gewicht von 129 bis 156 g. Die Oberseite ist mit golden-braunem Fell bedeckt, während auf der Unterseite fast weißes Fell vorkommt, das gelegentlich graue Flecken aufweisen kann. Der Schwanz ist nahe am Rumpf grau und etwa ab der Hälfte weiß. Rhynchomys tapulao besitzt 38 bis 40 mm lange schmale Hinterfüße. Der Kopf ist durch eine lange spitze Schnauze, durch lange Vibrissen, durch kleine Augen und durch 24 bis 25 mm lange Ohren gekennzeichnet.

## Verbreitung und Lebensweise
Diese Nasenratte ist bisher nur von den Hängen des Berges Tapulao im westlichen Bereich der Insel Luzon bekannt. Die Exemplare wurden auf durchschnittlich 2025 m Höhe aufgefunden. Vermutlich erreicht sie andere Bereiche des Gebirges. Der Berg ist in diesem Gebiet mit feuchtem Wald bedeckt.
Die Mount-Tapulao-Nasenratte ist vermutlich nacht- oder/und dämmerungsaktiv. Bei Untersuchungen des Magens der Tiere wurden Überreste von Insekten und Erdwürmern gefunden.

## Status
Die Art ist durch Landschaftsveränderungen in Zusammenhang mit der Etablierung von Landwirtschaftsflächen sowie Bergbaugebieten bedroht. Die IUCN listet die Mount-Tapulao-Nasenratte in der Kategorie „unzureichende Datenlage“ (Data Deficient).

## Belege
1. ↑  Heaney et al.: Rhynchomys tapulao. In: Synopsis of Philippine Mammals. The Field Museum, Chicago, 2010, abgerufen am 17. Dezember 2017 (englisch).
2. 1 2 3  Rhynchomys tapulao in der Roten Liste gefährdeter Arten der IUCN 2016. Eingestellt von: Kennerley, R., 2016. Abgerufen am 17. Dezember 2017.